# Modus operandi
Modus operandi (thường viết tắt là M.O.) là một thuật ngữ Latin được sử dụng rộng rãi trong tiếng Anh và một số tiếng Châu Âu khác. Nó có ý nghĩa nôm na là cách thức hoạt động, thường được sử dụng để miêu tả một thói quen làm việc hoặc sinh hoạt.

## Sử dụng
Trong tiếng Anh, nó được sử dụng rộng rãi trong ngành tội phạm học khi nói đến cách thức gây án của tội phạm, ví dụ như cùng một kiểu vũ khí gây án hoặc cùng một kiểu vết thương trên người nạn nhân. Ngoài ra, thuật ngữ này còn được dùng trong một số lĩnh vực khác, ví dụ như trong kiện tụng (các văn phòng luật sư thường tìm hiểu cách thức biện hộ của bên kia).
Dạng số nhiều (plural) của nó trong tiếng Anh là modi operandi.